# Amauronematus galbiventris
Amauronematus galbiventris är en stekelart som beskrevs av Lindqvist 1959. Amauronematus galbiventris ingår i släktet Amauronematus, och familjen bladsteklar. Arten är reproducerande i Sverige.